# Кубок европейских чемпионов по волейболу среди женщин 1964/1965
5-й розыгрыш Кубка европейских чемпионов по волейболу среди женщин проходил с января по 19 мая 1965 года с участием 16 клубных команд стран-членов Европейской комиссии волейбола (ЕКВ). Победителем турнира в 3-й раз в своей истории стала советская команда «Динамо» (Москва).

## Команды-участницы
| Страна       | Команда                   |                                     |
| ------------ | ------------------------- | ----------------------------------- |
| Австрия      | «Блау-Гельб» (Вена)       | 2-й призёр чемпионата Австрии 1964  |
| Болгария     | «Левски» (София)          | Чемпион Болгарии 1964               |
| Болгария     | «Славия» (София)          | 3-й призёр чемпионата Болгарии 1964 |
| Венгрия      | «Уйпешти Дожа» (Будапешт) | Чемпион Венгрии 1964                |
| ГДР          | «Динамо» (Берлин)         | Чемпион ГДР 1964                    |
| Израиль      | «Хапоэль» (Кфар-Масарик)  | Чемпион Израиля 1964                |
| Польша       | АЗС-АВФ (Варшава)         | Чемпион Польши 1964                 |
| Португалия   | «Эшпинью» (Эшпинью)       | Чемпион Португалии 1964             |
| Румыния      | «Динамо» (Бухарест)       | Чемпион Румынии 1964                |
| СССР         | «Динамо» (Москва)         | Чемпион СССР 1962                   |
| Турция       | «Галатасарай» (Стамбул)   | Чемпион Турции 1964                 |
| Франция      | АСУЛ (Лион)               | 2-й призёр чемпионата Франции 1964  |
| ФРГ          | «Ганновер» (Ганновер)     | Чемпион ФРГ 1964                    |
| Чехословакия | ЧКД (Прага)               | Чемпион Чехословакии 1964           |
| Швейцария    | «Уни» (Базель)            | Чемпион Швейцарии 1964              |
| Югославия    | «Црвена Звезда» (Белград) | Чемпион Югославии 1964              |

## Система проведения розыгрыша
В турнире принимали участие команды 15 стран-членов ЕКВ (13 чемпионов своих стран и призёры чемпионатов Болгарии, Австрии и Франции 1964 года). На всех стадиях розыгрыша применялась система плей-офф.

## 1/8-финала
январь—февраль 1965
 «Црвена Звезда» (Белград) —  «Динамо» (Москва)
.. января. 0:3 (5:15, 8:15, 14:16).
9 января. 0:3 (4:15, 9:15, 1:15).
 ЧКД (Прага) —  «Ганновер» 
.. января. 3:0.
2 февраля. 3:1 (9:15, 15:8, 15:10, 17:15).
 «Хапоэль» (Кфар-Масарик) —  «Левски» (София)
2 февраля. 0:3 (2:15, 8:15, 8:15).
4 февраля. 0:3 (4:15, 12:15, 13:15). Оба матча прошли в Израиле.
 АСУЛ (Лион) —  «Эшпинью»
28 января. 3:0.
7 февраля. ?:?
 «Уни» (Базель) —  «Уйпешти Дожа» (Будапешт)
30 января.0:3 (2:15, 6:15, 5:15).
6 февраля. 0:3.
 «Динамо» (Бухарест) —  «Галатасарай» (Стамбул)
24 января. 3:0 (15:5, 15:2, 15:7).
25 января. 3:0 (15:2, 15:4, 15:7). Оба матча прошли в Бухаресте.
 АЗС-АВФ (Варшава) —  «Блау-Гельб» (Вена)
17 января. 3:0.
30 января. 3:0.
 «Динамо» (Берлин) —  «Славия» (София)
29 января. 3:0 (15:5, 15:7, 15:5).
5 февраля. 3:1 (15:13, 6:15, 15:5, 16:14).

## Четвертьфинал
март 1965
 «Динамо» (Москва) —  ЧКД (Прага) 
1 марта. 3:0 (15:2, 15:5, 15:4).
15 марта. 3:0 (15:1, 15:3, 15:2).
 АСУЛ (Лион) —  «Левски» (София)
11 марта. 0:3 (6:15, 2:15, 3:15).
13 марта. 0:3 (10:15, 2:15, 7:15). Оба матча прошли во Франции.
 «Динамо» (Бухарест) —  «Уйпешти Дожа» (Будапешт)
15 марта. 3:0 (15:4, 15:13, 15:10).
.. марта. 2:3.
 «Динамо» (Берлин) —  АЗС-АВФ (Варшава)
16 марта. 3:0 (15:8, 15:8, 16:14).
24 марта. 1:3 (5:15, 10:15, 15:9, 14:16).

## Полуфинал
1—30.04.1965
 «Динамо» (Москва) —  «Левски» (София) 
1 апреля. 3:0 (15:3, 15:13, 15:3).
30 апреля. 1:3 (8:15, 19:17, 13:15, 8:15).
 «Динамо» (Берлин) —  «Динамо» (Бухарест) 
14 апреля. 3:0 (15:10, 15:10, 15:4).
24 апреля. 1:3 (15:11, 4:15, 7:15, 12:15).

## Финал
«Динамо» (Берлин) —  «Динамо» (Москва)
12 мая. 0:3 (5:15, 17:19, 9:15).
19 мая. 0:3 (13:15, 4:15, 6:15).

## Итоги

### Призёры
| «Динамо» (Москва) |
| «Динамо» (Берлин) |